# طوطی‌نوک پرزوالسکی
طوطی‌نوک پرزوالسکی (نام علمی: Paradoxornis przewalskii) نام یک گونه از تیره سسکیان است.